# 人类精神进步史表纲要
人类精神进步史表纲要（英文：Sketch for a Historical Picture of the Progress of the Human Mind ）是法国启蒙运动时期数学家和哲学家马奎斯·孔多塞的一部著作，这部著作是他在法国大革命期间逃亡生涯间完成的，写于1794年，去世后出版。